# Pouteria menait
Pouteria menait är en tvåhjärtbladig växtart som beskrevs av Willem Willen Vink. Pouteria menait ingår i släktet Pouteria och familjen Sapotaceae. Inga underarter finns listade i Catalogue of Life.